# Yves Urvoy
Pour les articles homonymes, voir Urvoy.
Yves-François-Marie-Aimé Urvoy, né le 20 janvier 1900 à Orléansville et mort en août 1944 est un officier et historien français dont l’œuvre a porté sur les colonies françaises d’Afrique.

## Biographie
De 1926 à 1929 il effectue une mission en AOF comme géographe et topographe. 
Sous l’Occupation il est membre de la Légion française des combattants et directeur de l’Institut national de formation légionnaire créé en janvier 1942. Avec François Perroux il crée un groupe de réflexion « Renaître » pour structurer l’idéologie du régime. Il est tué par la Résistance de Lot-et-Garonne en 1944.
Dominique Urvoy, dans l'ouvrage qu'il consacre à son père, avance l'hypothèse que son assassinat aurait eu pour cause une rumeur infondée, née de la confusion entre l'École des cadres d'Uriage et le centre de formation de la milice qui lui a succédé.
Il reçoit la Francisque.

## Œuvres
- Petit atlas ethno-démographique du Soudan, entre Sénégal et Tchad- Larose (1942)
- Les bassins du Niger : étude de géographie physique et de paléogéographie Larose (1942)
- Histoire des populations du Soudan central colonie du Niger- Larose (1936)
- Renaître Essais avec François Perroux-Éditions de la Renaissance européenne (1943)
- Le Syndicalisme base d'une organisation communautaire économique dans le monde de demain
- La Révolution du XXe siècle et la France, Presses universitaires de France (1942)
- Chronique d’Agadès

## Distinctions
- Ordre de la Francisque